# Patrick Joseph O’Donnell

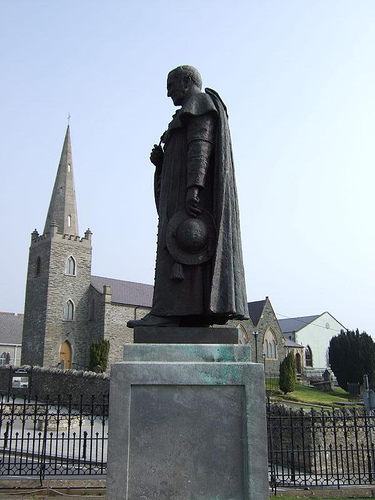
Denkmal für Kardinal O’Donnell

Kardinalswappen

Patrick Joseph Kardinal O'Donnell  (* 28. November 1856 in Kilraine bei Glenties, County Donegal, Irland; † 22. Oktober 1927 in Carlingford, County Louth) war Erzbischof von Armagh und Kardinal der Römischen Kirche.

## Leben
Patrick Joseph O’Donnell studierte am Diözesanseminar in Letterkenny und am St. Patrick's College in Maynooth Katholische Theologie und empfing am 29. Juni 1880 das Sakrament der Priesterweihe durch den Erzbischof von Dublin Edward McCabe. Anschließend war er von 1881 bis 1888 Professor für Dogmatik und Moraltheologie am St. Patricks College in Maynooth. Im Alter von nur 31 Jahren wurde er 1888 zum Bischof von Raphoe ernannt, empfing er die Bischofsweihe durch den Erzbischof von Armagh und späteren Kardinal Michael Logue; Mitkonsekratoren waren Francis Kelly, Bischof von Derry, und Patrick MacAlister, Bischof von Down und Connor, die Predigt hielt Bartolomew Woodlock, Bischof von Ardagh und Clonmacnoise. Sein Wahlspruch war In hoc signo vinces (In diesem Zeichen wirst du siegen). 1922 wurde er mit gleichzeitiger Ernennung zum Titularerzbischof von Attalea in Pamphylia Koadjutor-Erzbischof in Armagh und folgte Kardinal Logue nach dessen Tod 1924 als Erzbischof. Von 1922 bis 1923 verwaltete er sein voriges Bistum Raphoe als Apostolischer Administrator. Am 14. Dezember 1925 nahm ihn Papst Pius XI. als Kardinalpriester mit der Titelkirche Santa Maria della Pace in das Kardinalskollegium auf.
Patrick Joseph O’Donnell starb am 22. Oktober 1927 und wurde auf dem Saint Patrick's Cemetery in Armagh beigesetzt.